# Fort Tancrémont

De positie van het fort in de fortengordel.

Fort Tancrémont, gelegen op het grondgebied van de Belgische gemeenten Pepinster en Theux, is een voormalig Belgisch militair verdedigingsfort dat deel uitmaakt van de fortengordel rond Luik.
In 1935 werd begonnen met de bouw van het fort en in 1937 was het klaar. Op 8 augustus 1937 werd het in gebruik genomen. Samen met de forten Eben-Emael, Battice en Fort Aubin-Neufchâteau vormden deze forten een versterkte positie om het gat tussen de Ardennen en de Nederlandse grens te dichten.
Het centrale deel van het fort is een onregelmatige vierhoek en heeft een oppervlakte van 3,5 hectare. Het wordt omgeven door een droge gracht van minstens acht meter breed en zes meter diep. Op drie van de vier hoeken zijn betonnen werken geplaatst om aanvallers die in de droge gracht zijn gekomen met lichte kanonnen en mitrailleurs te beschieten.
In het centrale deel staan vijf gebouwen die met ondergrondse gangen zijn verbonden. De gebouwen zijn genummerd van B.I tot en met B.IV en in het midden ligt B.M. Gebouw B.I ligt als enige direct aan de droge gracht en functioneerde in vredestijd ook als ingang. Het gebouw is bewapend met twee mitrailleurs. Gebouw B.II en gebouw B.IV zijn allebei voorzien van een intrekbare koepel met daarin twee kanonnen met een kaliber van 75 mm. De kanonnen hebben een bereik van 10 kilometer. Verder zijn er twee observatieposten, beide uitgerust met een mitrailleur. Het gebouw B.III telt drie observatieposten elk met een mitrailleur. Plannen voor een hefkoepel met twee 120 mm-kanonnen zijn door geldgebrek niet uitgevoerd. Gebouw B.M huisvest drie 81 mm-mortieren, met een bereik van 300 tot maximaal 3600 meter, en een uitkijktoren met mitrailleur. Buiten de droge gracht zijn nog twee gebouwen zichtbaar die als luchtkoker functioneren. In het fort verbleef de bemanning op zo’n 30 meter onder de grond. Alle lokalen en gangen zijn uitgegraven uit leisteenrots.
De overgave van dit relatief kleine fort greep plaats op 29 mei 1940 om 15 u, anderhalve dag na de Belgische capitulatie. De Ieperse kapitein Abel Devos wendde voor dat het capitulatieprotocol enkel het veldleger betrof en niet het vestingleger. Pas na bevestiging door generaal Spang gaf het garnizoen de strijd op.
Het fort is open voor bezoek op een beperkt aantal dagen per jaar. Alle artilleriestukken van fort zijn nog aanwezig en de intrekbare koepel met een kanon van 75 mm is nog intact.

## Wetenswaardig
De buitenopnames van de dramaserie De Smaak van De Keyser vonden hier plaats.

## Voetnoten
1. ↑  Frank Decat en Luc De Vos, België in de Tweede Wereldoorlog, vol. 10, 1990, p. 93-94. Gearchiveerd op 4 juni 2023.